# 쾍 팩

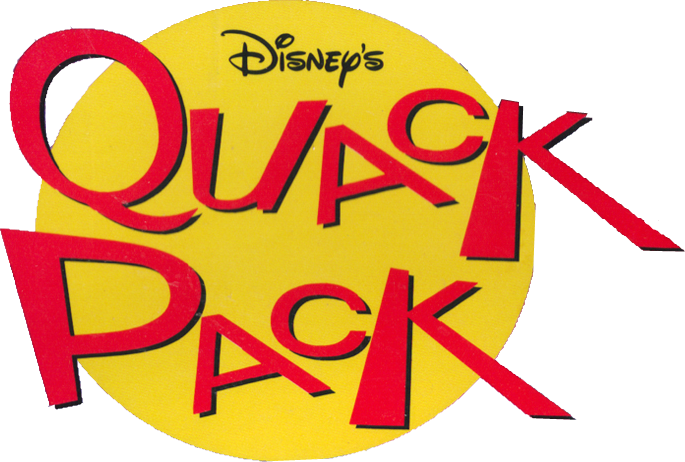

쾍 팩(Quack Pack)은 도날드 덕의 조카인 휴이, 듀이, 루이가 대표적인 주인공으로 등장하는 애니메이션 시리즈다. 1996년에 디즈니와 선우 엔터테인먼트가 제작했다. 휴이, 듀이, 루이가 고전적인 스크루지 맥덕과 도널드 덕 만화에서는 어린이의 모습을 하고 있으나, 이 시리즈에선 청소년기의 나이대로 등장하며, 세 주인공의 옷차림도 서로 다르다. 고전적인 만화에는 휴이, 듀이, 루이가 모두 같은 디자인의 의상을 입고있거나 옷의 색상으로만 구분한 반면, 쾍팩 시리즈에서는 유일하게 루이만이 모자를 쓰고 있다. 쾍 팩이라는 만화영화는 한국에서는 방영이 되지 않은 만화영화이며, 한국 디즈니 플러스에도 수록되어있지 않다. 다만, 미국 디즈니 플러스에서는 한국어 더빙을 제공한다. 여타 도날드덕 만화처럼 이 영화에서도 데이지 덕이 큰 비중을 차지하고 있는데, 데이지 덕 모습도 평소와 다른 형상을 하고 있다.

## 도널드 덕과 다른 점
단편 애니메이션 시리즈 도널드 덕의 경우 6분 내외의 짧은 분량을 하고 있다. 각 단편은 각기 다른 옵니버스 형식으로 진행된다. 반면, 쾍 팩은 한 화의 길이가 20분으로 비교적 긴 편이며, 39편의 에피소드가 서로 이어져, 스토리가 전개 된다.

## 주인공
- 도널드 덕
- 휴이, 듀이, 루이
- 월트 디즈니

## 같이 보기
- 욕심쟁이 오리아저씨